# Premier Plan
Ne pas confondre avec le festival de cinéma Premiers plans d'Angers
 (mai 2023).
Si vous disposez d'ouvrages ou d'articles de référence ou si vous connaissez des sites web de qualité traitant du thème abordé ici, merci de compléter l'article en donnant les références utiles à sa vérifiabilité et en les liant à la section « Notes et références ».
Premier Plan est une revue de cinéma fondée à Lyon en 1959 par Bernard Chardère et sa société d'édition SERDOC (Société d'études, recherches et documentation cinématographiques). 

## Histoire
Dès le premier numéro, consacré à Georges Franju par Freddy Buache, la revue manifeste la volonté de s'inscrire dans une lecture historique, politique et esthétique.
Premier Plan, avec une maquette blanche et illustrée avec des reproductions originales, changea de format pour s'inscrire dans l'édition de poche, en noir. Elle a été associée à Positif — avec plusieurs collaborateurs de sa mouvance — et proche des surréalistes, avec des numéros sur Jean Vigo, Luis Buñuel,  Jacques Prévert… On y trouvait de la publicité sur La Méthode, proche du cinéma défendu par la revue de Bernard Chardère.
En 1970, le dernier numéro, le 55e, contient les mémoires de Charles Pathé.
Michel Mardore dirigera un temps la revue avec Bernard Chardère.
Un numéro spécial de Premier Plan, hors série, « Alice au jour le jour », est paru, en septembre 2017, en hommage à Alice Chardère (1931-2016).